# USS Vixen (1803)
Pour les autres navires du même nom, voir USS Vixen.
L'USS Vixen est une goélette de l’United States Navy qui a notamment servi durant la première guerre barbaresque ainsi qu’à la guerre de 1812. Elle est l’un des quatre navires autorisés par le Congrès le 28 février 1803. Elle a été construite à Baltimore durant le printemps 1803 et lancé le 25 juin de la même année. Elle sera capturée par la Royal Navy en 1812 et détruite aux Bahamas.
Vixen signifie en anglais renarde.

## Première guerre barbaresque
Cette goélette a été conçue spécialement pour participer à des opérations en eaux peu profondes, comme c'est le cas au large de Tripoli. Elle rejoint l'escadre du commodore Edward Preble durant la première guerre barbaresque, dès qu'elle est prête à prendre la mer. Elle quitte Baltimore le 3 août 1803 et rejoint son escadre au large de Gibraltar le 14 septembre. Le commodore Preble détache la Vixen ainsi que la frégate Philadelphia dès octobre afin d'établir le blocus de Tripoli. Lancée à la poursuite de deux navires tripolitains, elle n'arrive pas à temps pour sauver la Philadephia qui s'échoue finalement. Elle transporte à Gibraltar la dépêche indiquant la perte de la frégate ainsi que la capture de son capitaine, William Bainbridge, de ses officiers et de l'intégralité de son équipage.
En raison de ses nombreuses missions couronnées de succès, le lieutenant Stephen Decatur est choisi pour monter à bord de la frégate échouée et la détruire. La mission est réalisée avec succès le 16 février 1804. Le commodore Preble fait suivre cette opération par une série de bombardements sur les états barbaresques le 3, 7, 24 et 29 août ainsi que le 3 septembre. La goélette assiste toutes ces actions en participant à coordonner les mouvements des nombreux navires américains. La goélette est gréée en brick en septembre 1804, apparemment afin d'améliorer ses qualités de navigation. Elle regagne son escadre désormais commandée par le commodore John Rodgers en août 1805. Après avoir servi devant Tunis, la goélette retourne aux États-Unis en août 1806.

## Entre-guerre
La goélette est placée en réserve au Washington Navy Yard immédiatement après son retour de Méditerranée. Elle quitte le port un an plus tard pour opérer le long de la côte atlantique sous le commandement des lieutenants James Lawrence et Charles Ludlow.
Le 18 juin 1810, la Vixen rencontre le sloop HMS Moselle au large de la Barbade. Le navire britannique ouvre le feu avant que le commander Henry Boys, à sa tête, ne s'excuse auprès des officiers américains, leur indiquant qu'il les avait pris pour des corsaires français. Les pertes américains sont d'un homme blessé à la bouche par un éclat,.

## Guerre de 1812
La Vixen continue de patrouiller le long de la côte atlantique avant le déclenchement de la guerre de 1812. Elle prend alors la route du sud sous le commandement de Christopher Gadsden, Jr. avant son décès le 28 août 1812. Le lieutenant George Washington Reed, le plus jeune fils du général Joseph Reed prend alors la relève. Durant l'une de ses patrouilles dans les Caraïbes, la goélette rencontre le 32 canons de la Royal Navy Southampton qui est sous le commandement du capitaine James Lucas Yeo. Le Southampton mène la chasse, intercepte puis capture la goélette le 22 novembre 1812.
Yeo décrit la Vixen comme un brick armée de douze caronades de 18 livres ainsi que deux canons de 9 livres. Elle dispose d'un équipage de 130 hommes et a patrouillé durant cinq semaines sans réaliser de prise,.

## Destruction
Les deux navires font naufrage cinq jours plus tard sur l'île de la Conception des Bahamas. Tous les hommes sont saufs. Le lieutenant Reed meurt toutefois de la fièvre jaune à la Jamaïque avant d'avoir pu être échangé.